# Stazione di Pietragalla (RFI)
La stazione di Pietragalla è posta sulla linea Foggia - Potenza gestita da RFI.

## Struttura ed impianti
Il fabbricato viaggiatori si compone di due livelli ma soltanto il piano terra è aperto al pubblico. L'edificio è in muratura ed è tinteggiato di bianco. Sul lato binari è presente una pensilina in ferro.
La stazione disponeva di uno scalo merci con annesso magazzino: oggi (2010) lo scalo è stato smantellato mentre il magazzino è stato convertito a deposito. L'architettura del magazzino è molto simile a quella delle altre stazioni ferroviarie italiane.
Accanto al fabbricato viaggiatori è presente un piccolo edificio ad un solo piano, tinteggiato di giallo che ospita la cabina elettrica.
La pianta dei fabbricati è rettangolare.
La stazione conta 2 binari a scartamento ordinario (RFI).
Tutti i binari sono dotati di banchina, riparati da una pensilina e collegati da una passerella.

## Movimento
La stazione di Pietragalla è servita dai treni regionali Trenitalia della linea Potenza - Foggia.